# 4本のホルンと管弦楽のためのコンツェルトシュテュック
4本のホルンと管弦楽のためのコンツェルトシュテュック（4ほんのホルンとかんげんがくのためのコンツェルトシュテュック）ヘ長調作品86は、ロベルト・シューマンが1849年に作曲した楽曲であり、通常、協奏曲に分類される。「コンツェルトシュテュック」（独: Konzertstück）については「コンチェルトシュトゥック」の表記のほか、「小協奏曲」「協奏的小品」などという日本語訳が用いられることもある。

## 経緯
ドレスデン在住時代の1849年に作曲された。この年は他にも、歌劇『ゲノヴェーヴァ』を始め、多数の楽曲が作曲され、作曲の油が乗っていた年といえる。作曲の背景として、バッハの「4台のハープシコードとオーケストラのための協奏曲」（ヴィヴァルディ原曲）を指摘する研究者もいる（作曲の2年前、シューマンはこの曲の研究を行っており、バロック音楽のコンチェルトグロッソ形式を応用した試みがこの作品であるとの指摘である）。また、ホルンを用いた作品もこの時期集中しており、「ホルンとピアノのための『アダージョとアレグロ』作品70」「男声合唱と4本のホルンのための狩りの歌 作品137」も作曲された。
初演は1850年2月25日、ライプツィヒ・ゲヴァントハウスにて行われた。その際のソリストとして、Pohle・Jehnichen・Leichsenring・Wilkeの4名の記録が残っている。
この作品は4本のホルンを独奏群にしているが、特定のホルン奏者や演奏機会を想定して作曲されたという記録は残っていない。またホルンをピアノに置き換えたピアノ協奏曲版も存在する。「ピアノ協奏曲版の方が先に作曲された」とする説もあるが、これは疑わしい（後述）。

## 編成
独奏ホルン4、ピッコロ、フルート2、オーボエ2、クラリネット2、ファゴット2、ホルン2、トランペット2、トロンボーン3、ティンパニ、弦五部

### オーケストレーションの変更
シューマンの管弦楽曲は、スコアのオーケストレーションを一部細工して演奏することがしばしばある。この曲においては、以下の2点について、少なくない指揮者がスコアを変更している。
- 第2楽章、独奏群の1番ホルンが長い旋律を奏でるのを、独奏群の2番ホルンが1小節遅れで模倣する部分があるが、スコアではこの模倣する2番ホルンにアルトトロンボーンがユニゾンで重なっている。このアルトトロンボーンはしばしば割愛される。

- 両端楽章のティンパニは、F音およびC音でチューニングされているが、和声的な透明感のため、F音で指示されている音符を部分的にG音に変更して演奏する例が、少なからず存在する。

## 楽曲構成
冒頭のファンファーレを除き、いずれの楽章も、まず管弦楽で旋律が一節奏でられた後、独奏群が旋律を奏で始めるが、同一の旋律の模倣となっておらず、微妙に違った旋律となっている。そのため、この曲のアナリーゼ（どれが楽章の主題であるか）には、解説書によって若干異なる部分がある。
第1楽章 生き生きと
ヘ長調。一旦終止し、そのまま次の楽章に続く。
第2楽章 ロマンツェ。かなりゆっくりと、しかしひきずらずに
ニ短調。楽章最後は、緩徐楽章の旋律が続く中、トランペットが割り入るように次の楽章の主題を予告し、次第に曲想を変えながら、そのまま次の楽章に繋がる。
第3楽章　とても生き生きと
ヘ長調。シューマン自身の交響曲第4番最終楽章を彷彿とさせる、リズミックな楽章。

## 楽曲の評価
シューマン自身は、この作品を「非常に奇妙な作品」と述べた、と伝えられる。
後世の音楽家・指揮者によってオーケストレーションが変更される事が多いシューマンだが、この曲については後期(交響曲で言えば交響曲第2番と交響曲第3番の間)に書かれており、管弦楽の扱いも手慣れている。
ホルンの扱いという点では、吹奏可能な音域の限界まで用いており、難曲の一つと言われることが多い。
この曲の独奏ホルンは、半音階が自由に出せるヴァルヴホルンを前提に作曲されたとみなされている。ただしその一方で、初演時に1番ホルン奏者がインベンションホルン（ヴァルヴのないナチュラルホルン）を用いたとの記録もあると言われている。
もっとも、ホルン奏者の立場から、再三にわたって独奏ホルンに超高音域を要求しているこの曲を、ホルンの使い方として必ずしも優れていない例として言及する人もいる。例えばガンサー・シュラーの著書（後述）の中では「貧弱」「画期的な効果とはまったくほど遠い」という言葉で、この作品を例に出している。
ただ、クラシック音楽の世界における管楽器と管弦楽のための協奏曲のレパートリーの中で、ロマン派時代の著名な大作曲家が残した楽曲は極めて少ない。その意味でもこの作品は貴重である。

## 実演
ロマン派の大家が作曲した管楽器の協奏曲という側面があるためか、難曲と評される割には、コンスタントに演目に取り上げられている。演奏効果があること、曲調が明るいこと、そのほかオーケストラのホルン・セクションでそのまま独奏群が組めること、などが背景にあると思われる。独奏群としては、前記のようにオーケストラのホルン・セクションでそのまま結成することが多いが、客演奏者を含める、あるいは全員客演奏者で結成する場合もある。
シューマンの管弦楽曲は吹奏楽編曲で演奏される機会がほとんどないが、この「コンツェルトシュテュック」は例外的に、吹奏楽編曲で演奏される機会がある。例えば東京佼成ウインドオーケストラでは、1986年と1996年に近藤久敦の編曲により定期演奏会でこの曲を演奏している。

## 録音
古くから多数の演奏家が録音している。曲名に「4本の」ホルンとあるが、5人以上のホルン奏者で分担した録音も存在する。

### ピアノ協奏曲版の録音、および「ピアノ協奏曲原曲」説について
独奏楽器をホルン4本からピアノに置き換えたピアノ協奏曲版の譜面がシューマン自身によって作られており、シューマンの生前に出版もされている。ピアノ協奏曲版の録音としては以下のものがある。
- ペーター・フランクル独奏、ジョン・ネルソン指揮シンシナティ交響楽団、1980年録音
- ベネデット・ルーポ（Benedetto Lupo）独奏、ペーター・マーク指揮スイス・イタリアーナ管弦楽団、1998年録音
- アントン・クエルティ独奏、マリオ・ベルナルディ指揮CBC放送管弦楽団、2001年録音
- パオロ・ボルドーニ独奏、マリオ・ヴェンツァーゴ指揮バーゼル交響楽団、2002年録音
- レフ・ヴィノクール独奏、ヨハネス・ヴィルトナー指揮ウィーン放送交響楽団、2009年録音
- ゲルハルト・オピッツ独奏、マルク・アンドレーエ指揮バンベルク交響楽団、2010年録音
- マティアス・キルシュネライト独奏、ヤン・ヴィレム・デ・フリーント指揮ベルリン・コンツェルトハウス管弦楽団、2018年録音

上記のうちベネデット・ルーポ独奏のCDの解説書には、通常用いられるホルン4本の版よりもピアノ協奏曲版の方が先に作られたという説が述べられている。ただしこの主張についての詳細な解説や出典はない。「本来ピアノ協奏曲として書かれた」という説は一般にも時折語られるが、ほとんどこのCDから派生した情報であり、それ以外の情報源は現在のところ公になっていない。シューマンはこのほか、自身のチェロ協奏曲へヴァイオリンでも演奏可能な版を作成しており、改作を躊躇しなかった。
現在出版されている、ピアノ協奏曲版譜面（ペーターズ版）の解説文には「ピアノ協奏曲版作成の経緯に関して記録は残っていない」「シューマンに無断で出版されたとは考えられない・シューマン以外が作成した譜面とは考えられない」「演奏の機会を増やす実用的な目的でピアノ協奏曲版が作成された可能性」などの言及がある。
なお厳密には、ピアノ協奏曲版のピアノパートは、ホルン協奏曲版とは旋律やリズムが異なる箇所がある。例えば、ホルン協奏曲版での三連符の分散和音の多くが、ピアノ協奏曲版では16分音符の音階に変更されている。